# Dokuzparinsky (huyện)
Huyện Dokuzparinsky (tiếng Nga: ? райо́н) là một huyện hành chính tự quản (raion), của Dagestan, Nga. Huyện có diện tích 394 kilômét vuông, dân số thời điểm ngày 1 tháng 1 năm 2000 là 11900 người. Trung tâm của huyện đóng ở Uzuhkhay.